# Contea di Xiangtan
La contea di Xiangtan (湘潭县S, Xiāngtán XiànP) è una contea della Cina, situata nella provincia di Hunan e amministrata dalla prefettura di Xiangtan.